# غاريث جيمس
غاريث جيمس (1 ديسمبر 1984 في المملكة المتحدة - )  (بالإنجليزية: Gareth James)‏ هو لاعب كريكت بريطاني. لعب مع Essex Cricket Board ‏ وSuffolk County Cricket Club ‏ وTamil Union Cricket and Athletic Club ‏.